# Rou jia mo
Roujiamo o rou jia mo (肉夾饃T,  肉夹馍S, ròujiāmóP, lett. "carne inserita nel pane"), noto anche come rougamo, è un cibo di strada originario della cucina della provincia dello Shaanxi e ampiamente consumato in tutta la Cina.

## Descrizione
La carne è più comunemente maiale, stufata per ore in una zuppa contenente oltre 20 spezie e condimenti. Sebbene sia possibile usare solo poche spezie (cosa che fanno molti venditori), la carne risultante è meno saporita.
Sono disponibili anche alcune alternative. Ad esempio, nelle aree musulmane di Xi'an, la carne è solitamente di manzo (condita con cumino e pepe), e nella provincia di Gansu è spesso agnello. La carne viene poi tritata o sminuzzata e farcita nel "baijimo", un tipo di focaccia. Un autentico baijimo è fatto da un impasto di farina di grano con lievito e poi cotto in un forno di argilla, ma ora in molte parti della Cina, il baijimo è fatto in una padella, regalando un gusto che si discosta sensibilmente dall'autentica versione cotta al forno in terracotta. A seconda dei tipi di spezie usate per cuocere la carne e del modo in cui è fatto il pane, il gusto del roujiamo può variare notevolmente da venditore a venditore. Roujiamo non è un pasto completo e viene spesso venduto sotto forma di combo con liangpi. Si trova con modifiche regionali in tutta la Cina.
Roujiamo è considerato l'equivalente cinese degli hamburger e dei sandwich di carne occidentali. Roujiamo potrebbe essere il panino o l'hamburger più antico del mondo, poiché il pane o il "mo" risale alla dinastia Qin (221–206 aC) e la carne alla dinastia Zhou (1045–256 aC). Pertanto, i media cinesi hanno affermato che gli hamburger sono originari della Cina.